# Coupe des champions des États Rio-São Paulo
La coupe des champions des États Rio-São Paulo de football (Taça dos Campeões Estaduais Rio-São Paulo en portugais) était une compétition brésilienne de football qui était organisée entre les champions respectifs des États de Rio de Janeiro et de São Paulo.
Elle fut disputée pour la première fois en 1914 et sa dernière édition a eu lieu en 1986.

## Palmarès
(nota  désigne les équipes de l'État de São Paulo
 et  les équipes de l'État de Rio de Janeiro)

### Vainqueurs
| Année | Vainqueur                                  | Résultat                 | Finaliste                                  | Lieu                                                                     |
| ----- | ------------------------------------------ | ------------------------ | ------------------------------------------ | ------------------------------------------------------------------------ |
| 1913  | sans objet                                 | Paulistano 3 - 2 América | sans objet                                 | Velódromo Paulistano, São Paulo (1er match) et Jamais disputé (2e match) |
| 1914  | AA São Bento                               | 1 - 0                    | CR Flamengo                                | Velódromo Paulistano, São Paulo                                          |
| 1926  | Palestra Itália (aujourd'hui SE Palmeiras) | 2 - 0 et 2 - 3           | São Cristóvão FR                           | inconnu                                                                  |
| 1929  | SC Corinthians                             | 4 - 2 et 3 - 2           | CR Vasco da Gama                           | Parque São Jorge, São Paulo et São Januário, Rio de Janeiro              |
| 1930  | Botafogo FR                                | 0 - 2 et 7 - 1           | SC Corinthians                             | Floresta, São Paulo et General Severiano, Rio de Janeiro                 |
| 1931  | São Paulo FC                               | 3 - 1                    | América FC                                 | Floresta, São Paulo                                                      |
| 1934  | Palestra Itália (aujourd'hui SE Palmeiras) | 1 - 1                    | CR Vasco da Gama                           | inconnu                                                                  |
| 1936  | CR Vasco da Gama                           | 0 - 0 et 3 - 1           | Palestra Itália (aujourd'hui SE Palmeiras) | inconnu                                                                  |
| 1941  | SC Corinthians                             | 5 - 2                    | Fluminense FC                              | Pacaembu, São Paulo                                                      |
| 1942  | SE Palmeiras                               | 3 - 0                    | CR Flamengo                                | Pacaembu, São Paulo                                                      |
| 1943  | São Paulo FC                               | 3 - 0                    | CR Flamengo                                | Pacaembu, São Paulo                                                      |
| 1946  | São Paulo FC                               | 3 - 1                    | Fluminense FC                              | Pacaembu, São Paulo                                                      |
| 1947  | SE Palmeiras                               | 2 - 1, 1 - 3 et 2 - 1    | CR Vasco da Gama                           | inconnu                                                                  |
| 1948  | São Paulo FC                               | 2 - 1                    | Botafogo FR                                | Pacaembu, São Paulo                                                      |
| 1953  | São Paulo FC                               | 3 - 1 et 1 - 0           | CR Flamengo                                | Maracanã, Rio de Janeiro et Pacaembu, São Paulo                          |
| 1955  | CR Flamengo                                | 2 - 1                    | Santos FC                                  | Maracanã, Rio de Janeiro                                                 |
| 1956  | Santos FC                                  | 4 - 2                    | CR Vasco da Gama                           | inconnu                                                                  |
| 1957  | São Paulo FC                               | 5 - 2                    | Botafogo FR                                | Maracanã, Rio de Janeiro                                                 |
| 1961  | Botafogo FR                                | 3 - 0                    | São Paulo FC                               | Maracanã, Rio de Janeiro                                                 |
| 1975  | São Paulo FC                               | 1 - 0                    | Fluminense FC                              | Morumbi, São Paulo                                                       |
| 1980  | São Paulo FC                               | 2 - 1                    | Fluminense FC                              | Morumbi, São Paulo                                                       |
| 1985  | São Paulo FC                               | 2 - 2 et 2 - 0           | Fluminense FC                              | Laranjeiras, Rio de Janeiro et Pacaembu, São Paulo                       |
| 1986  | Inter de Limeira                           | 3 - 0                    | CR Flamengo                                | José Levy Sobrinho, Limeira, São Paulo                                   |
| 1987  | São Paulo FC                               | 2 - 1                    | CR Vasco da Gama                           | Maracanã, Rio de Janeiro                                                 |